# اغواگری

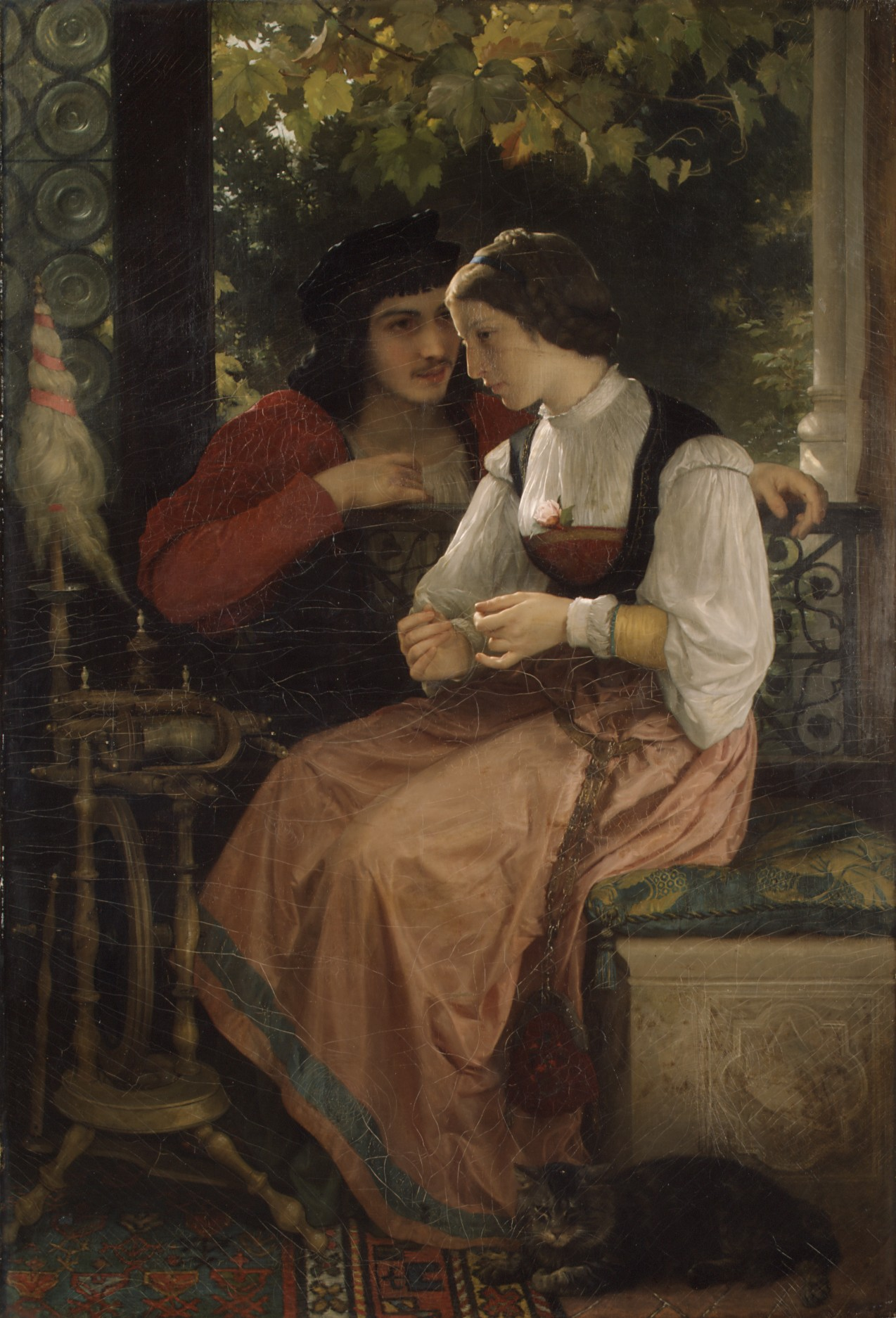
نگارۀ «پیشنهاد» اثر ویلیام-آدولف بوگرو در ۱۸۷۲م؛ مرد جوانی دختری را با کلامش وسوسه می‌کند.

اغوا و اغواگری (به انگلیسی: Seduction) به معنای مجذوب‌کردن یا تحت‌تاثیر قراردادن است و معانی متعددی دارد. اصل واژۀ «اغوا» (Seduc) از زبان لاتین سرچشمه گرفته و در لغت به معنای «گمراه‌کردن» است. از این‌رو، این اصطلاح ممکن است بار مثبت یا منفی داشته باشد. مطالعات تاریخی نشان می‌دهد مفهوم اغواگری از دوران باستان در متونی مانند اوید در «هنر عشق» تا رساله‌های روانشناسی مدرن تکامل یافته است. امروزه ظهور اینترنت و فناوری و در دسترس بودن‌شان، رفتار‌های اغواگرایانه را در جامعه گسترش داده‌است، به‌طوری که بر اساس پژوهش دانشگاه استنفورد (۲۰۲۳)، ۶۷٪ از کاربران پلتفرم‌های دوستیابی تجربه دریافت پیام‌های با محتوای اغواگرایانه را گزارش کرده‌اند.

## تعاریف

### جنسی
اغوا‌کردن از منظر جنسی، به معنای مجذوب کردن افراد برای آمیزش جنسی است. در این حالت شیوه‌های اغواگری شامل مکالمه و متن‌های جنسی، ارتباط غیرکلامی و استراتژی‌های رفتاری کوتاه‌مدت است. پژوهش‌های روانشناسی تکاملی نشان می‌دهد برخی الگوهای اغواگری ریشه در استراتژی‌های انتخاب جنسیتی دارد؛ مثلاً مردان تمایل به نمایش منابع مادی و زنان به برجسته‌سازی جوانی و باروری تمایل دارند.

#### روانشناسی شناختی
بر اساس نظریه «سرمایه جنسی» کاترین هاکلند (۲۰۲۰)، افراد از ترکیبی از نشانه‌های ظاهری، کلامی و رفتاری برای افزایش جذابیت استفاده می‌کنند. این شامل مهارت‌های اجتماعی، مدیریت تأثیرات اولیه و تنظیم دقیق زبان بدن می‌شود.

### فلسفی

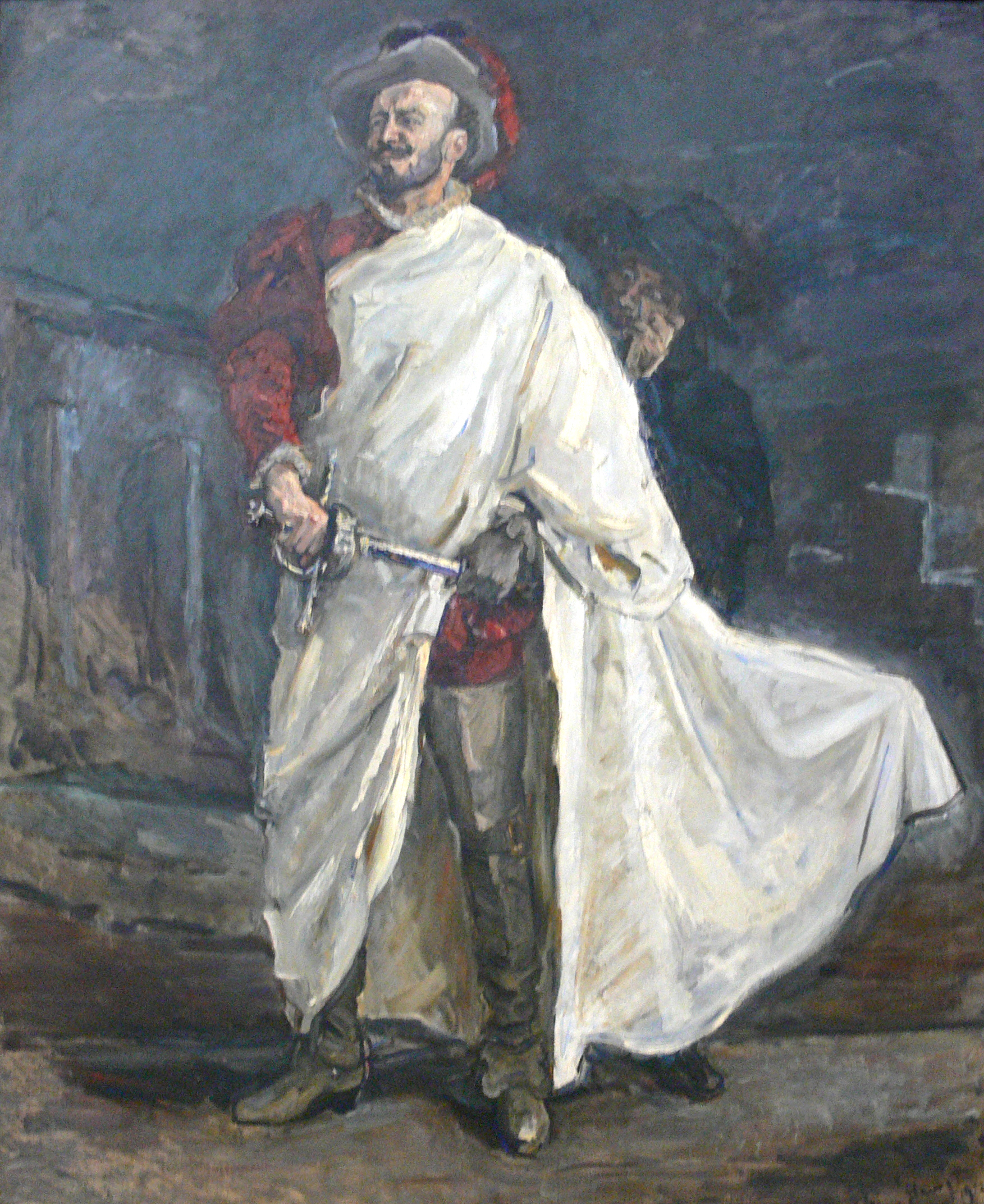
نگاره‌ای از فرانسیسکو د آندراده در نقش دون ژوان در اپرای دون ژوان، اثر ماکس اسلیوگت در ۱۹۱۲م

از دیدگاه فلسفه افلاطونی، اغواگری می‌تواند به معنای «متقاعد کردن به نافرمانی یا بی‌وفایی» یا «به بیراهه کشیدن، معمولاً با متقاعد کردن یا وعده‌های دروغین» باشد. ژان بودریار در کتاب «دیالکتیک اغوا» (۱۹۷۹) آن را به‌عنوان شکلی از مقاومت در برابر سیستم‌های سلطه تفسیر می‌کند، در حالی که سیمون د بووار در «جنس دوم» (۱۹۴۹) اغواگری را ابزاری برای حفظ نابرابری جنسیتی می‌داند.

### حقوقی و اخلاقی
مرز بین اغواگری و آزار جنسی در بسیاری از نظام‌های حقوقی مورد بحث است. در حقوق فرانسه، «اغوای سوءاستفاده‌گرانه» (Abus de faiblesse) جرم محسوب می‌شود اگر با سوءاستفاده از ضعف روانی قربانی همراه باشد. از منظر اخلاقی، فیلسوفان معاصری مانند مارتا نوسباوم معتقدند اغواگری زمانی اخلاقی است که مبتنی بر احترام متقابل و رضایت آگاهانه باشد.

## ابعاد فرهنگی
در سینمای کلاسیک هالیوود، شخصیت‌هایی مانند «دون خوان» یا «فم فتال» نمادهای فرهنگی اغواگری هستند. تحلیل فیلم‌شناسی دانشگاه UCLA (۲۰۲۲) نشان می‌دهد ۴۳٪ از فیلم‌های برنده اسکار بین ۲۰۰۰–۲۰۲۰ حاوی صحنه‌های اغواگری با نقش‌های جنسیتی کلیشه‌ای بوده‌اند.